# ニール・ヘフティ
ニール・ヘフティ（Neal Hefti、1922年10月29日 - 2008年10月11日）は、アメリカ合衆国ネブラスカ州ヘイスティングズ出身のジャズ・トランペット奏者、作曲家。
カウント・ベイシー楽団の初期の作曲家として知られており、1960年代から1970年代にかけては数多くの映画音楽を手がけている。ウディ・ハーマン楽団でもトランペット奏者兼作曲家として活動していた。

## 経歴
ネブラスカ州ヘイスティングスの貧しい家庭に生まれる。11歳でトランペットを始め、その時代にオマハにツアーで訪れたカウント・ベイシー楽団のハリー・エディソンとバック・クレイトン、さらにはディジー・ガレスピーに強く影響を受けたと後に語っている。ハイスクール時代には地元バンドのためにアレンジの活動を始めていたという。
ハイスクール卒業2日前にディック・バリー楽団のオファーを受けてニュージャージーにバンドと同行するも、初見での演奏（当時のプロのバンドは、初めての譜面を見てもすぐに本番の演奏を行う技術が求められていた）ができなかったためにすぐにバンドを解雇される。ネブラスカに戻ろうにも手持ちの金がなく途方に暮れていたが、なんとかボブ・アスターのバンドに雇われる。ニールと同居していた当時のバンドのドラマーだったシェリー・マンは、当時すでに彼の作曲技術に感嘆していたという。しかししばらくの間はアレンジに専念せず、アスターのバンドメンバーとしてトランペットとしての技術を磨くことになる。
後に怪我のためにアスターのバンドを離れることになるが、しばらくはニューヨークにとどまり、チャーリー・バーネットの代表作となる「Skyliner」のアレンジを手がける。
1944年、ヘフティはカリフォルニアでウディ・ハーマンと出会い、彼の楽団「ファースト・ハード（First Herd）」（第1期ウディ・ハーマン楽団）にトランペット奏者として参加。本人曰く「初めて本物のジャズ・バンドに加わった」と述べている。ヘフティはこのバンドでアレンジの才能を伸ばし、ビッグバンドでのビバップ・スタイルの人気につなげた。
1946年、ヘフティはファースト・ハードを離れ、フリーの編曲家として活動。バディ・リッチ楽団やジョージー・オールド楽団、ハリー・ジェイムス楽団向けのアレンジを手がけた後、1950年にカウント・ベイシー楽団に作曲家兼編曲家として参加。後に「ベイシー・サウンド」と呼ばれる、よりタイトでモダンなサウンドを確立させる。
2008年10月11日、カリフォルニア州トルカレイクの自宅にて85歳で自然死。

## 代表曲
- 「バットマンのテーマ（英語版）」（Batman Theme）
アメリカのABCネットワークで1966年1月12日から1968年3月14日まで放送されたTV映画『バットマン』のテーマ曲。1966年発表。作曲ヘフティ。演奏はニール・ヘフティ楽団またはネルソン・リドル楽団。マーケッツやザ・ベンチャーズ、ジャン&ディーン、アル・カイオラ楽団などによる数多くのカバーバージョンが作られた事でも有名。
日本では水谷じゅんによる日本語詞がつけられた「バットマン」がジャニーズ（演奏はジャッキー吉川とブルーコメッツ）やボーカル・ショップに取り上げられた。またオフィス57が原曲をカバーしている。